# Asclerosibutia secularis
Asclerosibutia secularis es una especie de coleóptero de la familia Oedemeridae.

## Distribución geográfica
Habita en Tanzania.